# Hanan al-Shaykh

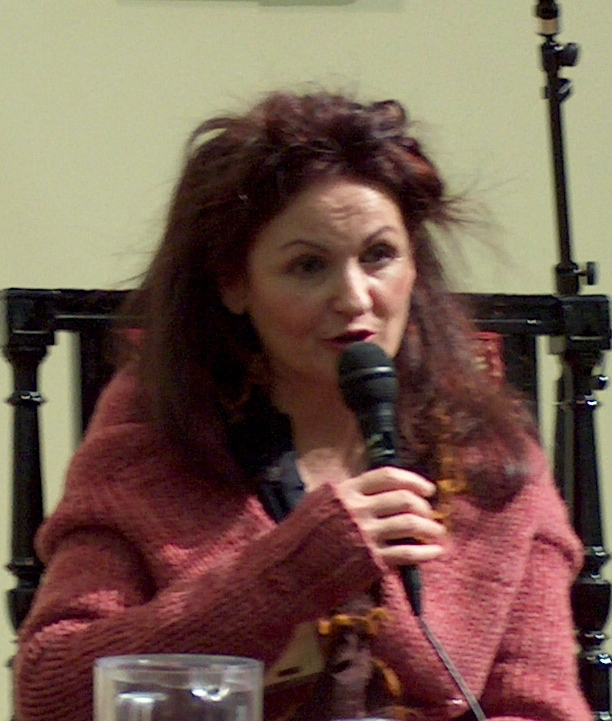
Hanan al-Shaykh, 2003

Hanan al-Shaykh (arabisch حنان الشيخ, DMG Ḥanān aš-Šaiḫ; * 12. November 1945 in Beirut) ist eine libanesische Autorin arabischer Frauenliteratur.

## Leben
Hanan al-Shaykh entstammt einer strengen schiitischen Familie. Sowohl ihr Vater als auch ihr Bruder wachten streng über ihr soziales Leben in der Kindheit und der Jugend. Sie besuchte die Almillah Grundschule für muslimische Mädchen und erhielt dort eine traditionelle islamische Mädchenbildung. Anschließend besuchte sie die Ahliyyah Schule. Am American Girls College in Kairo (Ägypten) schloss sie ihre monoedukative Schullaufbahn 1966 ab und kehrte in den Libanon zurück. Dort arbeitete sie bis 1975 für die Zeitung Al-Nahar. 1975 verließ sie Beirut bei Ausbruch des Libanesischen Bürgerkriegs und zog nach Saudi-Arabien, um dort zu arbeiten und zu schreiben. Seit 1982 lebt sie mit ihrer Familie in London.

## Werk
Hanan al-Shaykhs Literatur folgt den Spuren zeitgenössischer arabischer Autorinnen wie Nawal El Saadawi dergestalt, dass sie die Rolle der Frau in den traditionellen sozialen Strukturen des Mittleren Ostens hinterfragt. Ihre Arbeit ist stark beeinflusst von der patriarchalen Kontrolle durch Vater, Bruder und Nachbarschaft, die ihre Kindheit und Jugend prägte. So kann ihr Werk als Kommentierung des Status von Frauen in der arabisch-muslimischen Welt gelesen werden. Sie hinterfragt unter anderem die bestehenden Vorstellungen über Sexualität, Gehorsam, Bescheidenheit und familiäre Beziehungen.
Häufig beschreibt sie explizit sexuelle Szenen in ihren Werken und verstößt damit gegen Moralvorstellungen konservativer arabischer Gesellschaften, sodass ihre Bücher teilweise indiziert oder verboten sind. Hier kann beispielsweise der Roman Sahras Geschichte genannt werden, der Schwangerschaftsabbruch, Ehescheidung, uneheliche Geburt, Zurechnungsfähigkeit und sexuelle Freizügigkeit thematisiert. Der Roman Im Bann der High-Tech-Harems beschreibt die lesbische, pornografische Beziehung zweier Frauen.
Neben diesen sozialkritischen Themen schreibt sie auch über den Libanesischen Bürgerkrieg.

## Schriften (Hauptwerke)
- Intihar Rajul Mayyit (arabisch انتحار رجل ميت), 1970 (deutsch: Suizid eines toten Mannes)
- Faras al-Shaitan (arabisch فارس الشيطان), 1971, arabisch
- The Devil’s Horse, 1975, arabisch
- Ḥikāyat Zahra (arabisch حكاية زهراء), 1980, arabisch
  - The Story of Zahra, 1994, ins Englische übersetzt, Penguin Random House, New York City, ISBN 9780385472067
  - Sahras Geschichte: Roman aus dem Libanon, 1998, ins Deutsche übersetzt von Veronika Theis, Nachwort Hartmut Fähndrich, Lenos, Basel, ISBN 3-85787-189-X
- The Persian Carpet in Arabic Short Stories, 1983
- Misk al-Ghazal (arabisch مسك الغزال), 1988, arabisch
  - Women of Sand and Myrrh, 1992, ins Englische übersetzt von Catherine Cobham, Penguin Random House, New York City, ISBN 9780385423588
  - Im Bann der High-Tech-Harems, 1991, ins Deutsche übersetzt von Irene Rumler, Rowohlt, Reinbek bei Hamburg, ISBN 3-499-12958-2
- Barid Bairut (arabisch بريد من بيروت), 1992, arabisch
  - Beirut Blues, 1995, ins Englische übersetzt, Penguin Random House, New York City, ISBN 9780385473828
- 'An al-Sutuh (arabisch أكنس الشمس عن السطوح), 1994, arabisch
  - I Sweep the Sun Off Rooftops, 2002, ins Englische übersetzt, Penguin Random House, New York City, ISBN 9780385491273
- Only in London, 2001, ins Englische übersetzt, Penguin Random House, New York City, ISBN 9780385721219
- The Locust and the Bird: My Mother’s Story, 2009, ins Englische übersetzt, Penguin Random House, New York City, ISBN 9780307472311
- Aimra'atan Ealaa Shitaa' Albahr (arabisch امرأتان على شطىء البحر), arabisch
  - Two Women By The Sea, 2003, ins Englische übersetzt
  - Zwei Frauen am Meer, 2002, ins Deutsche übersetzt von Hartmut Fähndrich, Marebuch, Hamburg, ISBN 3-936384-02-9
- Sahibat al-Dar Shehrazad, 2011, arabisch
  - One Thousand and One Nights: A Retelling, 2013, englisch, Penguin Random House, New York City, ISBN 9780307948991
- 'Azara Londonistan (arabisch عذارى لندنستان), 2017, arabisch
  - The Occasional Virgin, 2018, englisch mit Catherine Cobham, Penguin Random House, New York City, ISBN 9780525563044